# 神戸ライナー

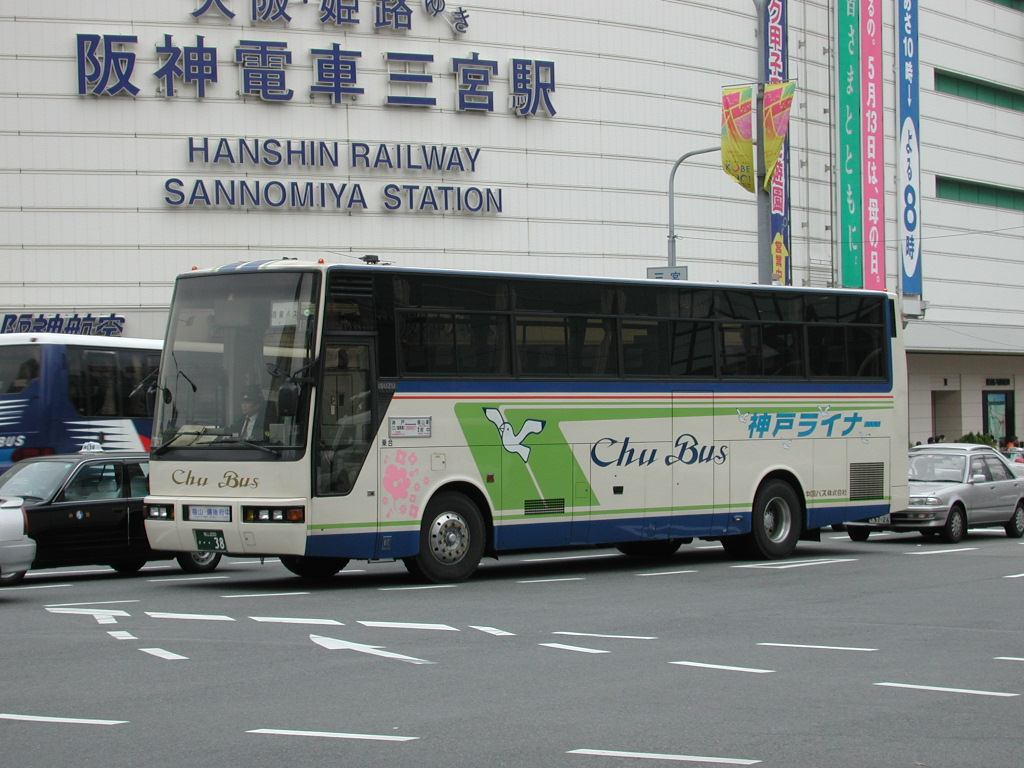
神戸ライナーの車両
中国バス（I9001号車）
いすゞ・スーパークルーザー SHD
U-LV771R 1990年式

神戸ライナー（こうべライナー）は、かつて兵庫県神戸市と広島県福山市・府中市・尾道市・世羅郡世羅町を結んでいた昼行高速バス路線。中国バスが単独運行する。
全便予約制だが、座席は自由席（定員制）である。原則として乗車前にあらかじめ乗車券を購入しなければならない。当日空席がある場合に限り予約なしでも乗車可能。

## 概要

### 運行会社
- 中国バス
  - 府中営業所が昼行4往復（府中線）、尾道営業所が昼行1往復（尾道線）を担当。
- 神戸での予約・発券・運行支援業務は神姫バス（神戸営業所）が担当。

### 運行回数
- 昼行5往復
  - 府中線4往復、尾道線1往復
    - 2011年12月1日より、府中便1往復が土・日・祝日運行となり、平日は4往復となる。

## 歴史
- 1998年7月24日：中国バスにより運行開始。
  - これより以前に臨時便として、神姫バスと共同運行で姫路駅（神姫バスターミナル）経由で当初3往復、その後2往復運行したことがあった[1]。
- 2002年2月1日：1日4往復に増便。
- 2004年2月1日：1日5往復に増便。
- 2005年2月1日：1日5往復のうち1往復を尾道線に変更。
- 2006年11月26日：ミント神戸がオープン、ビル1階に新設された三宮バスターミナル発着に変更。
- 2006年12月22日：旧・中国バスの事業廃止により、同社担当便を新・中国バス（両備バスの100%子会社）に移管。
- 2008年5月21日：ダイヤ改正。運行・所要時間の見直しと新橋停留所の新設。
- 2008年10月1日：福山駅前 - 府中営業所間が双方向乗車可能になる。
- 2010年9月18日：府中線は、神戸ポートタワー発着に変更。
- 2011年12月1日：尾道線の一部停留所（長江口・防地口・浄土寺下・桑田渡し・尾道造船所前）を廃止。
- 2014年1月21日：尾道線を中国バス甲山営業所（世羅町）まで延長。
- 2015年5月23日：1日4往復に減便（府中線1日3往復、尾道線1日1往復  尾道線道の駅世羅停留所新設。
- 2016年
  - 2月1日：1日3往復に減便（府中線1日2往復、尾道線1日1往復。
  - 11月14日：府中線は、府中市役所前を廃止し道の駅びんご府中に停車。
- 2019年
  - 4月1日：尾道線は、三成（尾道営業所）発着に変更。[2]
- 2020年
  - 3月30日：1日2往復に減便し、尾道線を廃止。[3]
  - 4月13日：新型コロナウイルス感染症の影響により、全便運休。[4]
- 2021年
  - 4月1日：平成大学停留所を廃止。[5]
- 2024年12月31日：路線廃止。

## 停車停留所
- クローズドドアシステムを採用しているため、＜停留所 - 停留所＞でくくった中は、発地側は乗車のみ、着地側は下車のみとなる。
- 府中発着便の府中営業所 - 福山駅前間は予約なしで自由に乗降できる。

- 府中発着便
  - <神戸ポートタワー前 - 三ノ宮駅（三宮バスターミナル）> - ＜広尾 - 新橋 - 福山駅前＞ - 府中営業所（中国バス目崎車庫）
  - 福山駅前 - 府中営業所間は一部停留所のみ掲載。

- 甲山・尾道発着便（運行終了時点）
  - 三ノ宮駅（三宮バスターミナル） - ＜広尾 - 新橋 - 福山駅前 - 尾道駅前 - 三成（中国バス尾道営業所）） - 甲山営業所（中国バス甲山営業所）＞
  - 福山駅前 - 甲山間は一部停留所のみ掲載。

## 運行経路
- 府中線
  - 神戸市内 - 新神戸トンネル - 箕谷 - 阪神高速7号北神戸線 - 布施畑ジャンクション - 神戸淡路鳴門自動車道 - 山陽自動車道 - 福山東IC - 国道182号 - 国道2号 - 福山市内 - 国道313号 - 広島県道391号加茂福山線 - 国道486号 - 府中市内
- 尾道線（運行終了時点）
  - 神戸市内 - 新神戸トンネル - 箕谷 - 阪神高速7号北神戸線 - 布施畑ジャンクション - 神戸淡路鳴門自動車道 - 山陽自動車道 - 福山東IC - 国道182号 - 国道2号 - 福山市内 - 国道2号 - 赤坂バイパス - 松永道路 - 福山西IC - 尾道福山自動車道 - 尾道バイパス - 栗原IC - 国道184号 - 尾道駅前 - 国道184号 - 世羅町内

以前は、神戸市内 - 生田川IC - 阪神高速道路3号神戸線 - 須磨料金所 -  第二神明道路- 名谷ジャンクション - 神戸淡路鳴門自動車道  - 神戸西IC - 山陽自動車道 - （以下同じ）という経路だったが、所要時間見直しのため、現在の経路に変更された。また高須IC - 国道2号の経路も尾道市内のバス停見直しの際に経路廃止された。
府中線・尾道線ともに、三木SA・吉備SAにて休憩あり。

## 車両
原則として4列シート、トイレなしの車両が使用される（トイレ付きの場合もあり）。